# Cantharidus dilatatus
Cantharidus dilatatus là một loài ốc biển from New Zealand, which has a shell with a pearly interior. It is là động vật thân mềm chân bụng sống ở biển trong họ Trochidae, họ ốc đụn or top shells.

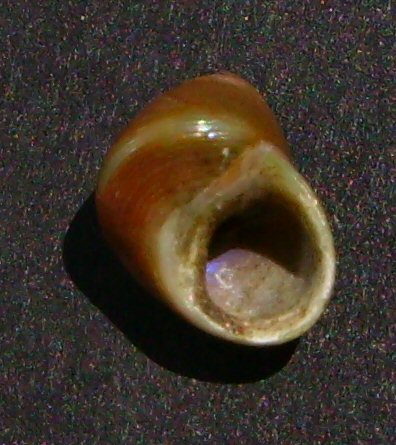
Apertural view of a shell of Micrelenchus dilatatus

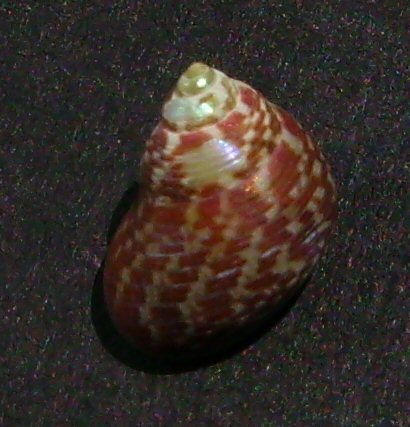
One shell pattern of Micrelenchus dilatatus